# San Juan de la Maguana
San Juan de la Maguana é um município da República Dominicana pertencente à província de San Juan. Inclui, além da capital, nove distritos municipais: Pedro Corto, Sabaneta, Sábana alta, El Rosario, Hato del Padre, La Jagua, Guanito, Las Charcas de Maria Nova e Las Maguanas Hato Nuevo.
Foi um dos primeiros municípios fundados na ilha; fundado em 1503 e ganhou o nome de San Juan de la Maguana por San Juan Bautista e pelo nome taíno do vale: Maguana.
Sua população estimada em 2012 era de 169 032 habitantes.